# La Cooperativa (Vilobí del Penedès)
La Cooperativa és una obra de Vilobí del Penedès (Alt Penedès) inclosa a l'Inventari del Patrimoni Arquitectònic de Catalunya.

## Descripció
Edifici de planta rectangular i coberta a dues vessants, format per planta baixa i pis. A la planta baixa hi havia el teatre i al primer pis el cafè. La façana principal és de composició simètrica. Hi ha balcons i un finestral central tripartit al primer pis. Per damunt del finestral hi ha un ull de bou trilobulat. Presenta coronament i es fa ús d'estucat, ceràmica vidriada i ferro.